# Argo Records (US-amerikanisches Musiklabel)
Das Schallplattenlabel Argo Records wurde im Dezember 1956 als R&B- und Jazz-Sublabel von Chess Records gegründet. Ursprünglich hieß es Marterry Records, aber der Bandleader Ralph Marterie erhob dagegen Einsprüche, und der Name wurde kurzfristig in Argo Records verändert. Produzent war Jack Tracy; Argos erster großer Hit war ein Titel des aus New Orleans stammenden Clarence „Frogman“ Henry, Ain't Got No Home im Jahr 1956. Zu den Jazzmusikern, die auf dem Label veröffentlichten, gehörten Lorez Alexandria, Bess Bonnier, Ahmad Jamal (Ahmad Jamal Trio Volume IV, 1958), das Ramsey Lewis Trio, Norman Simmons, Sandy Mosse, Cy Touff, Billy Taylor, John Merritt Young, Shelley Moore, Herb Pilhofer und nicht zuletzt das Benny Golson Art Farmer Jazztet mit seinen klassischen Aufnahmen um 1960/61. Zu den Rhythm-&-Blues-Künstlern, die auf Argo veröffentlicht wurden, gehörten Etta James and the Dells (Etta James Rocks the House 1964), TV Slim („Flat Foot Sam“) sowie Savannah Churchill. Zu den Produzenten gehörte Dick LaPalm. 1965 musste der Name in Cadet Records geändert werden, da ein gleichnamiges Label Argo Records in Großbritannien schon länger existierte.